# Espacio barrilado numerable
En análisis funcional, se dice que un espacio vectorial topológico (EVT) es un espacio barrilado numerable si cada unión numerable débilmente acotada de subconjuntos equicontinuos de su espacio dual es nuevamente equicontinua.
Esta propiedad es una generalización del concepto de espacio barrilado.

## Definición
Se dice que un EVT X con espacio dual continuo {\displaystyle X^{\prime }} es barrilado numerable si {\displaystyle B^{\prime }\subseteq X^{\prime }} es un subconjunto acotado *débil de {\displaystyle X^{\prime }} que es igual a una unión numerable de subconjuntos equicontinuos de {\displaystyle X^{\prime }}, entonces {\displaystyle B^{\prime }} es en sí mismo equicontinuo.
Un EVT localmente convexo de Hausdorff es barrilado numerable si y solo si cada barril en X es igual a la intersección numerable de entornos de 0 cerrados, equilibrados y convexos, es en sí misma un entorno de 0.

### Espacio barrilado σ
Se dice que un EVT con espacio dual continuo {\displaystyle X^{\prime }} tiene 'barrilado σ si cada secuencia acotada (numerable) *débil en {\displaystyle X^{\prime }} es equicontinua.

### Espacio barrilado secuencial
Se dice que un EVT con espacio dual continuo {\displaystyle X^{\prime }} es secuencialmente barrilado si cada sucesión convergente *débil en {\displaystyle X^{\prime }} es equicontinua.

## Propiedades
Cada espacio barrilado numerable es un espacio cuasi barrilado numerable, un espacio barrilado σ, un espacio cuasi barrilado σ y un espacio secuencialmente barrilado.
Un espacio H es un EVT cuyo espacio dual fuerte es barrilado numerable.
Cada espacio barrilado numerable es un espacio barrilado σ y cada espacio barrilado σ es barrilado secuencial.
Cada espacio barrilado σ es un espacio cuasi barrilado σ.
Un espacio cuasi barrilado localmente convexo que también es un espacio barrilado σ es un espacio barrilado.

## Ejemplos y condiciones suficientes
Cada espacio barrilado es numerable barrilado.
Sin embargo, existen espacios barrilados semirreflexivos que no son barrilados numerables.
El dual fuerte de un espacio distinguido y de un espacio localmente convexo metrizable es barrilado numerable.

### Contraejemplos
Existen espacios barrilados σ que no son barrilados numerables.
Existen espacios DF normados que no son barrilados numerables.
Existe un espacio cuasi barrilado que no es un espacio barrilado σ.
Existen espacios barrilados σ que no son espacios de Mackey.
Existen espacios barrilados σ que no son espacios cuasi barrilados numerables y, por lo tanto, no son barrilados numerables.
Existen espacios barrilados secuencialmente que no son cuasi barrilados σ.
Existen EVTs cuasi completos localmente convexos que no son barrilados secuencialmente.